# International Accounting Standards Committee
L'International Accounting Standards Committee (IASC) est un organisme privé qui est chargé d'élaborer les normes comptables internationales (International Accounting Standards, ou IAS) et de promouvoir leur utilisation. Il est fondé en juin 1973 à Londres, et remplacé par l'International Accounting Standards Board (IASB) le 1er avril 2001. 
Les IAS élaborés après le 1/4/2001 par l'IASB s'appellent International Financial Reporting Standards ou IFRS, bien que l'expression IAS reste couramment utilisée pour désigner l'ensemble des standards comptables internationaux (certains IAS non encore remplacés, et les IFRS) recommandés par l'IASB. 
L'IASC avait été fondé par un accord entre les institutions comptables des pays suivants : Australie, Canada, France, Allemagne, Japon, Mexique, Pays-Bas, Royaume-Uni, USA. Elle comptait environ 140 institutions membres, dans 104 pays.